# Gretteåsen
Gretteåsen är en tätort i Tønsbergs kommun i Vestfold fylke i sydöstra Norge. Orten ligger vid fylkesväg 3178, vid sidan av Europaväg 18, sydväst om staden Horten.
Tidigare har orten tillhört dåvarande Våle kommun, därefter dåvarande Re kommun.